# Miskant
Miskant (Miscanthus) – rodzaj roślin z rodziny wiechlinowatych. Należy do niego w zależności od ujęcia systematycznego od 14 do 20 gatunków wieloletnich traw. Centrum zróżnicowania tego rodzaju znajduje się w południowo-wschodniej Azji i na wyspach Pacyfiku. Nieliczne gatunki rosną także na Dalekim Wschodzie oraz w południowej Afryce (tylko M. ecklonii). W Polsce uprawiane są głównie miskant cukrowy i chiński, ten pierwszy uznawany jest już za zadomowionego antropofita.

## Morfologia
PokrójTrawy kępiaste, czasem z rozłogami, z tęgimi i wysokimi, prosto wzniesionymi, pełnymi pędami.
LiścieU części gatunków tylko odziomkowe, u innych także łodygowe, o blaszkach równowąskich, szerokich lub wąskich. Języczek liściowy błoniasty.
KwiatyKwiaty zebrane w lancetowate, bocznie spłaszczone kłoski, często z włoskami i szczecinami od nich dłuższymi. Kłoski wyrastają parami w złożonych, groniastych i okazałych kwiatostanach o sztywnej osi.
OwocePodługowate lub eliptyczne ziarniaki.

## Systematyka
Pozycja systematyczna
Rodzaj z rodziny wiechlinowatych (Poaceae), w obrębie której klasyfikowany jest do podrodziny Panicoideae, plemienia Andropogoneae i podplemienia Saccharinae.
Wykaz gatunków
- Miscanthus depauperatus Merr.
- Miscanthus ecklonii (Nees) Mabb.
- Miscanthus floridulus (Labill.) Warb. ex K.Schum. & Lauterb. – miskant kwiecisty
- Miscanthus fuscus (Roxb.) Benth.
- Miscanthus × longiberbis (Hack.) Nakai – miskant olbrzymi, m. okazały
- Miscanthus lutarioriparius L.Liu ex S.L.Chen & Renvoize
- Miscanthus nepalensis (Trin.) Hack. – miskant nepalski
- Miscanthus nudipes (Griseb.) Hack.
- Miscanthus oligostachyus Stapf – miskant czyśćowaty
- Miscanthus paniculatus (B.S.Sun) S.L.Chen & Renvoize
- Miscanthus sacchariflorus (Maxim.) Benth. & Hook.f. ex Franch. – miskant cukrowy
- Miscanthus sinensis Andersson – miskant chiński
- Miscanthus tinctorius (Steud.) Hack.
- Miscanthus villosus Y.C.Liu & H.Peng
- Miscanthus wangpicheonensis T.I.Heo & J.S.Kim

## Zastosowania
Mieszaniec miskantu chińskiego i cukrowego – miskant olbrzymi (czasami zwany „trawą słoniową”, podobnie jak rosplenica perłowa Pennisetum glaucum), jest brany pod uwagę jako uprawa energetyczna i surowiec do produkcji biopaliw od lat 80. XX wieku. Może osiągnąć wysokość 3,5 m w ciągu jednego sezonu. Plon suchej biomasy z jednego hektara wynosi około 25 ton. Wymieszany w stosunku 1:1 z węglem może być użyty jako paliwo w niezmodyfikowanych elektrowniach i elektrociepłowniach.
Miskant chiński jest rośliną ozdobną, uprawianą zwłaszcza w odmianach pstrolistnych. Nadaje się na kwiat cięty. W Japonii wykorzystywany jest do barwienia na żółto. Jest tam uważany za ikonę późnego lata i wczesnej jesieni. Miskant stanowi również surowiec do produkcji papieru.
Miscanthus ecklonii w południowej Afryce wykorzystywany jest do krycia domostw i wyrobu mioteł.

## Uprawa
Wymagają stanowiska słonecznego, przy czym rosnąć mogą w różnych glebach. Ukorzeniają się na nowym stanowisku powoli (2–3 lata), ale utrzymywać się mogą później przez wiele dziesiątek lat. Szybko się rozrastają, zamierając od środka kępy. Rozmnażane są w uprawie zwykle przez podział kęp. Mogą być rozmnażane także z nasion, ale wówczas mogą nie powtarzać cech odmianowych.